# 貝厄德 (堪薩斯州)
貝厄德（英語：Bayard）是位於美國堪薩斯州艾倫縣的一個非建制地區。該地的面積和人口皆未知。

## 地理
貝厄德海拔高度為1020英呎。而該地所採用的時區為UTC-6，即北美東部時區（CST）。同時該地設有夏令時間，為UTC-6調快一小時，即UTC-5（CDT）。